# Öjen, Vasa
Öjen är en halvö och ett skogsområde i norra Sundom i Vasa cirka 4 kilometer söder om stadens centrum. Området består av gammal, grandominerad barrskog. Här finns en 4,5 kilometer lång naturstig och en rastplats.
Öjen hör till det nationella skyddsprogrammet för gamla skogar och nätverket Natura 2000. Området förvaltas av Forststyrelsen som även sköter naturstig och rastplats.